# Walk on Water (álbum)
Walk on Water es el décimo cuarto álbum de estudio de la banda británica de hard rock y heavy metal UFO, publicado en 1995 por el sello Zero Corporation solo para el mercado japonés. Es el primer disco desde Obsession de 1978 en el que participa la alineación clásica de la banda, tras su reunión en 1993. Para celebrar dicha reunión regrabaron los temas «Lights Out» y «Doctor Doctor» con la tecnología de aquella época.
En 1997 fue nuevamente lanzado esta vez en el mercado europeo, desde entonces ha sido relanzado una infinidad de veces con distintas portadas. En una de estas reediciones se incluyó tres temas como pistas adicionales; «Fortune Town» del proyecto Mogg/Way, «I Will Be There» de Michael Schenker Group y «Public Enemy #1» de Paul Raymond Proyect.

## Lista de canciones
| N.º | Título                          | Escritor(es)                | Duración |  |
| 1.  | «A Self-Made Man»               | Mogg, Schenker              | 6:24     |  |
| 2.  | «Venus»                         | Mogg, Schenker              | 5:20     |  |
| 3.  | «Pushed to the Limit»           | Mogg, Schenker              | 3:50     |  |
| 4.  | «Stopped by a Bullet (of Love)» | Mogg, Schenker              | 4:35     |  |
| 5.  | «Darker Days»                   | Mogg, Schenker              | 5:37     |  |
| 6.  | «Running on Empty»              | Mogg, Schenker              | 5:11     |  |
| 7.  | «Knock, Knock»                  | Mogg, Way                   | 4:21     |  |
| 8.  | «Dreaming for Summer»           | Mogg, Schenker              | 7:03     |  |
| 9.  | «Doctor Doctor 95'»             | Mogg, Schenker              | 4:27     |  |
| 10. | «Lights Out 95'»                | Mogg, Schenker, Way, Parker | 5:13     |  |

| Pistas adicionales en remasterización |                   |                       |          |  |
| N.º                                   | Título            | Escritor(es)          | Duración |  |
| 11.                                   | «Fortune Town»    | Mogg, Way             | 4:20     |  |
| 12.                                   | «I Will Be There» | Schenker, Leif Sundin | 5:03     |  |
| 13.                                   | «Public Enemy #1» | Raymond               | 3:17     |  |

## Músicos
- Phil Mogg: voz
- Michael Schenker: guitarra líder
- Paul Raymond: guitarra rítmica y teclados
- Pete Way: bajo
- Andy Parker: batería